# Olympische Sommerspiele 2004/Radsport – Straßenrennen (Frauen)
Das Straßenrennen der Frauen bei den Olympischen Spielen 2004 in Athen fand am 15. August 2004 statt.
Olympiasiegerin wurde Sara Carrigan aus Australien, die sich gegen Ende des Rennens von der Deutschen Judith Arndt absetzen konnte und den Abstand bis ins Ziel hielt; Arndt überquerte als Zweite die Ziellinie. Bronze ging an die Russin Olga Sljussarewa. Die Topfavoritin auf den Olympiasieg Leontien van Moorsel stürzte bereits zu Beginn des Rennens und konnte dieses nicht mehr fortsetzen.
Bei der Zieleinfahrt streckte Judith Arndt aus Protest gegen den Bund Deutscher Radfahrer den Mittelfinger in die Luft. Anlass dieser Geste war die Nichtnominierung der amtierenden Meisterin Petra Rossner. Für ihre Geste wurde sie von der Union Cycliste Internationale mit einer Geldstrafe in Höhe von 200 Schweizer Franken belegt.
Älteste Teilnehmerin hier und in allen Radwettbewerben war mit 45 Jahren die Französin Jeannie Longo-Ciprelli bei ihrer sechsten von später sieben Olympiateilnahmen.

## Streckenverlauf
Die Athletinnen hatten einen Rundkurs mit Start und Ziel auf der Platia Kotzia inmitten Athens neunmal zu bewältigen. Die Gesamtstrecke belief sich auf 118,8 km.

## Titelträgerinnen
| Olympiasiegerin | Leontien Zijlaard-van Moorsel | Sydney 2000   |
| Weltmeisterin   | Susanne Ljungskog             | Hamilton 2003 |

## Ergebnisse
15. August 2004, Start: 15:00 Uhr Ortszeit (14:00 Uhr MESZ)
| Rang | Athletin               | Nation             | Zeit      |
| ---- | ---------------------- | ------------------ | --------- |
| 1    | Sara Carrigan          | Australien         | 3:24:24 h |
| 2    | Judith Arndt           | Deutschland        | 3:24:31 h |
| 3    | Olga Sljussarewa       | Russland           | 3:25:03 h |
| 4    | Oenone Wood            | Australien         | 3:25:03 h |
| 5    | Nicole Cooke           | Großbritannien     | 3:25:03 h |
| 6    | Mirjam Melchers        | Niederlande        | 3:25:06 h |
| 7    | Joane Somarriba        | Spanien            | 3:25:06 h |
| 8    | Kristin Armstrong      | Vereinigte Staaten | 3:25:06 h |
| 9    | Edita Pučinskaitė      | Litauen            | 3:25:10 h |
| 10   | Jeannie Longo-Ciprelli | Frankreich         | 3:25:23 h |
| 11   | Sue Palmer-Komar       | Kanada             | 3:25:37 h |
| 12   | Olivia Gollan          | Australien         | 3:25:42 h |
| 13   | Noemi Cantele          | Italien            | 3:25:42 h |
| 14   | Anita Valen            | Norwegen           | 3:25:42 h |
| 15   | Christine Thorburn     | Vereinigte Staaten | 3:25:42 h |
| 16   | Deirdre Demet-Barry    | Vereinigte Staaten | 3:25:42 h |
| 17   | Joanne Kiesanowski     | Neuseeland         | 3:25:42 h |
| 18   | Priska Doppmann        | Schweiz            | 3:25:42 h |
| 19   | Sinaida Stahurskaja    | Belarus            | 3:25:42 h |
| 20   | Miho Oki               | Japan              | 3:25:42 h |
| 21   | Sharon Vandromme       | Belgien            | 3:25:42 h |
| 22   | Rachel Heal            | Großbritannien     | 3:25:42 h |
| 23   | Irina Kuschinowa       | Ukraine            | 3:25:42 h |
| 24   | Christiane Soeder      | Österreich         | 3:25:42 h |
| 25   | Trixi Worrack          | Deutschland        | 3:25:42 h |
| 26   | Tatiana Guderzo        | Italien            | 3:25:42 h |
| 27   | Malgorzata Wysocka     | Polen              | 3:25:42 h |
| 28   | Barbara Heeb           | Schweiz            | 3:25:42 h |
| 29   | Rasa Polikevičiūtė     | Litauen            | 3:25:42 h |
| 30   | Manon Jutras           | Kanada             | 3:25:42 h |
| 31   | Jolanta Polikevičiūtė  | Litauen            | 3:25:42 h |
| 32   | Edwige Pitel           | Frankreich         | 3:28:39 h |
| 33   | Susanne Ljungskog      | Schweden           | 3:28:39 h |
| 34   | Eneritz Iturriaga      | Spanien            | 3:28:39 h |
| 35   | Evelyn García          | El Salvador        | 3:28:39 h |
| 36   | Natalija Katschalka    | Ukraine            | 3:28:39 h |
| 37   | Giorgia Bronzini       | Italien            | 3:28:39 h |
| 38   | Nicole Brändli         | Schweiz            | 3:28:39 h |
| 39   | Sülfija Sabirowa       | Russland           | 3:28:39 h |
| 40   | Sonia Huguet           | Frankreich         | 3:30:30 h |
| 41   | Miyoko Karami          | Japan              | 3:30:30 h |
| 42   | Bogumiła Matusiak      | Polen              | 3:31:55 h |
| 43   | Walentina Karpenko     | Ukraine            | 3:33:35 h |
| 44   | Qian Yunjuan           | China              | 3:33:35 h |
| 45   | Olga Gajewa            | Belarus            | 3:33:35 h |
| 46   | Belem Guerrero         | Mexiko             | 3:33:35 h |
| 47   | Zhang Junying          | China              | 3:33:35 h |
| 48   | Lene Byberg            | Norwegen           | 3:33:35 h |
| 49   | Madeleine Lindberg     | Schweden           | 3:33:35 h |
| 50   | Maria Dolores Molina   | Guatemala          | 3:40:43 h |
| 51   | Han Song-hee           | Südkorea           | 3:40:43 h |
| 52   | Martina Růžičková      | Tschechien         | 3:40:43 h |
| 53   | Linn Torp              | Norwegen           | 3:40:43 h |
| 54   | Janildes Fernandes     | Brasilien          | 3:40:43 h |
| 55   | Anriette Schoeman      | Südafrika          | 3:40:43 h |
| 56   | Michelle Hyland        | Neuseeland         | 3:40:43 h |
| —    | Angela Brodtka         | Deutschland        | DNF       |
| —    | Swetlana Bubnenkowa    | Russland           | DNF       |
| —    | Dori Ruano             | Spanien            | DNF       |
| —    | Anouska van der Zee    | Niederlande        | DNF       |
| —    | Lyne Bessette          | Kanada             | DNF       |
| —    | Leontien van Moorsel   | Niederlande        | DNF       |
| —    | Camilla Larsson        | Schweden           | DNF       |
| —    | Sara Symington         | Großbritannien     | DNF       |
| —    | Melissa Holt           | Neuseeland         | DNF       |
| —    | Lada Kozlíková         | Tschechien         | DNF       |
| —    | Maaris Meier           | Estland            | DNF       |